# José Evaristo Uriburu Roca
José Evaristo Uriburu Roca (Buenos Aires, 7 de agosto de 1904 – Buenos Aires, 22 de marzo de 1995) fue un acaudalado heredero argentino, miembro de familias de la élite política de Argentina, conocido por haber sido amigo íntimo y supuesto amante del príncipe Jorge, hijo del rey Jorge V del Reino Unido.

## Biografía
José Evaristo Uriburu Roca nació el 7 de agosto de 1904, en Buenos Aires, siendo hijo de José Evaristo Uriburu y Augustina Roca. Su familia pertenecía a la élite política de Argentina; su padre era hijo del presidente José Félix Uriburu, así como yerno del también presidente Julio Argentino Roca.
En la década de 1920, el padre de José Evaristo fue nombrado embajador de Argentina en Gran Bretaña y su familia lo acompañó a Londres. Allí, José Evaristo conoció al príncipe Jorge, hijo del rey Jorge V del Reino Unido, en una recepción diplomática. En ese entonces, José Evaristo era estudiante de la Universidad de Cambridge. Fue descrito como "moreno", "alto" y "seductor".

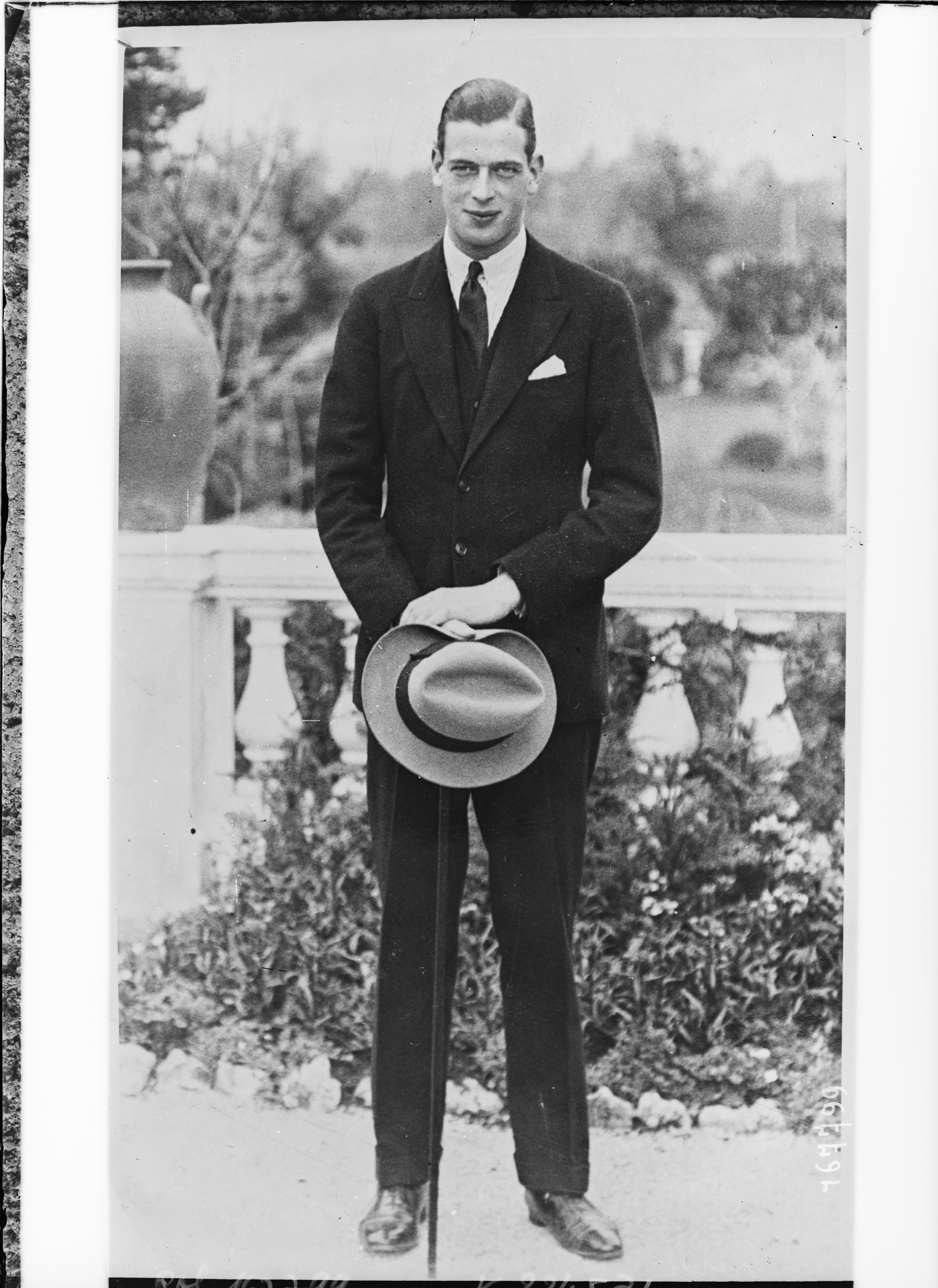
El O príncipe Jorge en 1923.

José Evaristo y Jorge iniciaron una amistad íntima; pasaban los fines de semana juntos en la residencia del príncipe en Gerald Square, salían por la noche en Londres y hacían breves escapadas a las casas de campo de amigos que, según el historiador Donald Spoto, "alentaban la relación y los veían con simpatía".
Se dice que la relación evolucionó hacia un vínculo íntimo y sexual. Osvaldo Bazán, en Historia de la homosexualidad en la Argentina (2006), presenta un relato en el que el padre de José Evaristo habría sorprendido a su hijo con el príncipe Jorge en un encuentro íntimo en la residencia del embajador.
Para evitar un escándalo, José Evaristo fue enviado de regreso a Argentina. Poco se sabe acerca de la vida posterior de Uriburu Roca; en 1931, durante un viaje entre Perú, Brasil y Argentina, el historiador Donald Spoto sostiene que Jorge habría reencontrado a su "amor latino", aunque no existen registros oficiales de un encuentro entre ambos.
José Evaristo falleció el 22 de marzo de 1995, en Buenos Aires, a los 90 años, y fue enterrado en el Cementerio de la Recoleta, en la capital argentina.